# Louis Begley
Louis Begley, rodným jménem Ludwik Begleiter (* 6. října 1933 Stryj, Polsko, dnes Ukrajina) je americký spisovatel židovského původu, narozený v Polsku.

## Život
Narodil se jako jediné dítě svých rodičů ve městě Stryj v tehdejším Polsku, které se v roce 1939 stalo v důsledku anexe polských území Sovětským svazem součástí dnešní Ukrajiny. Jeho otec byl lékař. Během druhé světové války se mu společně s rodiči podařilo díky falešným osobním dokladům, ve kterých byla uvedena katolická víra, přežít holokaust. V tomto období nejdřív bydlel společně s matkou ve Lvově, následně ve Varšavě (i během Varšavského povstání), a pak se celá rodina společně sešla v Krakově.
Během školního roku 1945/46 navštěvoval krakovské gymnázium Jana Sobieského. Na konci roku 1946 odešel společně s rodiči do Paříže a na přelomu února a března 1947 přiletěli do New Yorku. Krátce nato si rodina změnila své jméno z tvaru „Begleiter“ na tvar „Begley“. Později sloužil Begley, již jako občan Spojených států, nějakou dobu v americké armádě. Poté absolvoval studium anglické literatury na prestižní Harvardově univerzitě.
V roce 1956 začal Begley studovat práva na Harvard Law School. Po jejím absolvování v roce 1959 nastoupil jako asistent do významné newyorské advokátní kanceláře Debevoise & Plimpton. V roce 1968 se stal jejím společníkem, pak řadu let řidil její mezinárodní aktivity a působil v ní až do konce roku 2003.
Spisovatelskou dráhu nastoupil Louis Begley poměrně pozdě, přitom byl nadále činný jako právník. Teprve v roce 1991 vyšla jeho první kniha Wartime Lies, vydaná v Česku v roce 1995 pod nevýstižným názvem Válečné lsti. Begley je laureátem několika literárních cen. V letech 1993–1995 byl prezidentem amerického PEN klubu. Je členem Americké filozofické společnosti a Americké akademie umění a literatury.
V letech 1956–1970 byl ženatý se Sally Higginson. V březnu 1974 se oženil s Ankou Muhlstein, historičkou původem z Paříže. Má tři děti, malíře a sochaře Petera Begleyho, spisovatele Adama Begleyho a kunsthistoričku Amey Larmore.

## Dílo
- Wartime Lies (1991), česky Válečné lsti (1995, Vyšehrad)
- The Man Who Was Late (1993)
- As Max Saw It (1994)
- About Schmidt (1996)
- Mistler's Exit (1998)
- Schmidt Delivered (2000)
- Shipwreck (2003)
- Matters of Honor (2007)
- Schmidt Steps Back (2012)
- Memories of a Marriage (2013)